# Dutch Open 1996
Il Dutch Open 1996 è stato un torneo di tennis giocato sulla terra rossa.
È stata la 39ª edizione del Dutch Open, che fa parte della categoria ATP World Series nell'ambito dell'ATP Tour 1997. 
Si è giocato allo Sportlokaal de Bokkeduinen di Amersfoort nei Paesi Bassi, dal 29 luglio al 4 agosto 1996.

## Campioni

### Singolare
Francisco Clavet ha battuto in finale  Younes El Aynaoui con il punteggio di 7–5, 6–1, 6–1

### Doppio
Donald Johnson /  Francisco Montana hanno battuto in finale  Rikard Bergh /  Jack Waite con il punteggio di 6–4, 3–6, 6–2